# Rasclet del Pacífic
El rasclet del Pacífic (Zapornia tabuensis) és una espècie d'ocell de la família dels ràl·lids (Rallidae) que habita pantans d'aigua dolça i salada, manglars i aiguamolls de Luzon i Mindoro, a les Filipines, interior de Nova Guinea, Vuatom, a l'Arxipèlag de Bismarck, localment a molts indrets d'Austràlia, Tasmània, Nova Zelanda, illes Chatham, Raoul, a les illes Kermadec, i des de les Carolines cap a l'est fins a les Marqueses, Tuamotu, illes de la Societat i Tubuai.